# Халифат (телесериал)
«Халифат» (швед. Kalifat) — шведский телесериал 2020 года основанный на реальной истории трёх учениц лондонской академии Бетнал Грин (англ. Bethnal Green Academy), которые встретились с джихадистами в феврале 2015 года.
Все восемь эпизодов были сняты боснийско-шведским режиссёром Гораном Капетановичем.

## Сюжет
Главные темы сериала — исламский терроризм, напряженность внутри ислама и среди мусульман, права женщин и права человека.
Телевизионная адаптация сюжета состоит из нескольких персонажей, включая Фатиму (англ. Fatima) — агента шведской службы безопасности, Первину (англ. Pervin) — молодую сирийку, пытающуюся вернуться в Швецию, и Сулле (англ. Sulle) — студентку, которая интересуется Исламским государством.

## Показы и прокат
Премьера первого сезона состоялась 12 января 2020 года. Все восемь серий стали доступны 18 марта 2020 года на Netflix.
В Швеции сериал побил все рекорды просмотров на VOD-сервисе канала SVT Play.